# باتريك هيجينبوثام
باتريك هيجينبوثام (بالإنجليزية: Patrick Higginbotham)‏ (و. 1938 – م) هو محام، وقاض من الولايات المتحدة الأمريكية .

## التعليم
تعلم في جامعة ألاباما.

## مناصب وهيئات
أدار جامعة تكساس التقنية.